# Пономаренко Микола Федорович
Микола Федорович Пономаренко (1910, село Слов'яносербськ, тепер смт Слов'яносербського району Луганської області — ?) — український радянський діяч, начальник комбінату «Донбасантрацит» Луганської області. Депутат Верховної Ради УРСР 6-го скликання.

## Біографія
Народився в родині робітника. Трудову діяльність розпочав у 1929 році бурильником шахти № 5—6 «Орловка» тресту «Брянськвугілля» на Донбасі.
У 1931—1937 роках — студент Дніпропетровського гірничого інституту.
З 1937 року працював на інженерних посадах у вугільній промисловості.
Член ВКП(б) з 1944 року.
У 1947—1961 роках — на керівних інженерних посадах у вугільній промисловості Вооршиловградської (Луганської) області.
З 1961 по 1964 рік — начальник комбінату «Донбасантрацит» Луганської області.

## Нагороди
- ордени
- медалі